# Gianmarco
Gianmarco  è un nome proprio di persona italiano maschile. 

## Varianti
- Maschili: Gian Marco[1], Giammarco

### Varianti in altre lingue
- Francese: Jean-Marc

## Origine e diffusione
Si tratta di un nome composto, formato dall'unione di Giovanni (tramite la sua forma abbreviata Gianni) e Marco

## Onomastico
Come nome, Gianmarco non ha un onomastico proprio, non essendo stato portato da alcun santo, quindi si può festeggiarlo ad Ognissanti, il 1º novembre. In alternativa si può festeggiarlo in occasione di San Giovanni Battista (24 giugno), San Giovanni Bosco (31 gennaio) o di Giovanni apostolo ed evangelista (27 dicembre), o ancora in occasione di San Marco, il 25 aprile.

## Persone

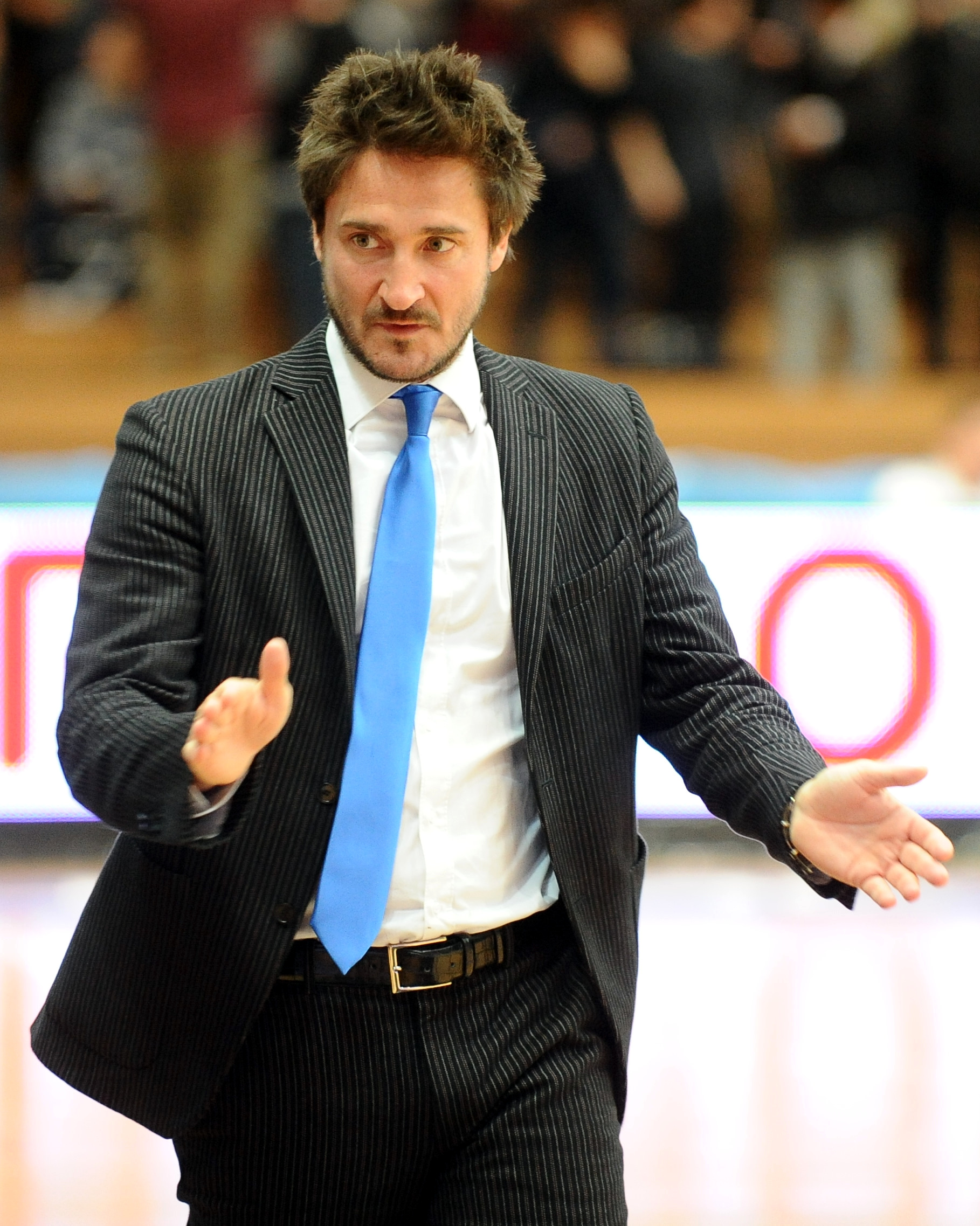
Gianmarco Pozzecco

- Gianmarco Bellini, ufficiale italiano
- Gianmarco Calleri, calciatore, imprenditore e dirigente sportivo italiano
- Gianmarco Pozzecco, cestista e allenatore di pallacanestro italiano
- Gianmarco Rossi, pilota motociclistico italiano
- Gianmarco Soresi, comico e attore statunitense
- Gianmarco Tamberi, atleta italiano
- Gianmarco Tognazzi, attore italiano
- Gianmarco Zigoni, calciatore italiano

### Variante Gian Marco
- Gian Marco Gualandi, compositore, arrangiatore e paroliere italiano
- Gian Marco Marcucci, avvocato e notaio sammarinese
- Gian Marco Moratti, imprenditore italiano

### Variante Giammarco
- Giammarco Frezza, calciatore italiano